# Merissa Quick
Merissa Quick (ur. 8 lutego 1993 w Cheney) – amerykańska koszykarka występująca na pozycjach silnej skrzydłowej lub środkowej, obecnie zawodniczka Lombos Quinta.
13 sierpnia 2018 został zawodniczką TS Ostrovii Ostrów Wielkopolski. 4 października dołączyła do portugalskiego Lombos Quinta.

## Osiągnięcia
Stan na 1 października 2018, na podstawie, o ile nie zaznaczono inaczej.
NCAA II
- Uczestniczka rozgrywek NCAA II Final Four (2015)
- Mistrzyni turnieju konferencji MIAA (2013–2015)
- Most Outstanding Performer (MOP=MVP) turnieju:
  - MIAA (2013, 2014)
  - Central Regional (2015)
- Zaliczona do:
  - I składu:
    - All-MIAA (2014–2015)
    - defensywnego All-MIAA (2013–2015)
    - turnieju:
      - MIAA (2013–2015)
      - NCAA Division II Central Region (2015)

  - składu honorable mention:
    - NCAA II All-American (2015 przez WBCA)[4]
    - MIAA (2013)

Indywidualne
(* – nagrody przyznane przez portal eurobasket.com)
- Zaliczona do składu honorable mention ligi WBBL (2018)*[5]
- Liderka ligi brytyjskiej WBBL w blokach (2018)[5]